# CD302
CD302‏ (CD302 molecule) هوَ بروتين يُشَفر بواسطة جين CD302 في الإنسان.